# Ia sufletul meu
Textaldin (titlu original: My Soul to Take) este un film american slasher din 2010 regizat de Wes Craven. Rolurile principale au fost interpretate de actorii Max Thieriot, John Magaro și Denzel Whitaker.
Este primul film, după Scenariul ucigaș din 1994, pe care Wes Craven l-a scris, regizat și produs. Nu a avut succes la box-office.

## Distribuție
- Max Thieriot - Adam 'Bug' Hellerman
- John Magaro - Alex Dunkelman
- Denzel Whitaker - Jerome King
- Zena Grey - Penelope Bryte
- Nick Lashaway - Brandon O'Neil
- Paulina Olszynski - Brittany Cunningham
- Jeremy Chu - Jay Chan
- Emily Meade - Leah 'Fang' Hellerman
- Raul Esparza - Abel Plenkov
- Jessica Hecht - May Hellerman
- Frank Grillo - Detective Frank Patterson
- Danai Gurira - Jeanne-Baptiste
- Harris Yulin - Dr. Blake
- Shareeka Epps - Chandelle King
- Dennis Boutsikaris - Principal Pratt
- Felix Solis - Chela
- Trevor St. John - Lake
- Lou Sumrall - Quint
- Alexandra Wilson - Sarah Plenkov
- Michael Bell - Podcast guest